# 國語一字多音審訂表
一字多音，或多音字，當中音變而意思不同者俗稱破音字。《國語一字多音審訂表》由中華民國教育部國語推行委員會於1994年5月公告試用，經審議修訂於1999年正式在臺灣頒佈使用。中華民國教育部國語推行委員會應外界意見與需求，目前正在進行該表的修訂工作，初稿將公告到2014年6月，定案前，教學和考試仍照舊規。

## 制訂背景
1920年第六屆全國教育聯合會於上海開會，議決以北京音為國音標準，以至少受過中等教育的北京當地人的話為國語的標準。1921年中華國音留聲機片與國語留聲機片發行，使國語運動之京音、國音之爭，日漸平息，走上「國音京調」的發展。1924年，吳敬恆主持國語統一籌備會談話會，確立以北京音為標準，然為顧及讀音與古今異讀等問題，保留許多「又讀」讀音。
1932年5月7日，國民政府教育部以三〇五一號布告，公佈《國音常用字彙》，正式確立以北京音系為標準國音。整體而言，中華民國國語雖以北京音為基礎，然仍保留部分其他區域北方官話的方音，而原有北京音中又保留許多當地特殊音讀、傳統韻書字音，因而有正音、又音的分別。
中國傳統讀書人誦讀古典書籍時，如詩詞平仄、押韻等，有其固定音讀，是所謂「讀書音」，因此又有所謂日常語音與讀音的差別。而自宋代以後，行文之中若詞性有所轉品變換，則也會改變音讀，是所謂歧音異義。此外尚有通假音讀、外語譯音、輕聲、變調等，遂形成國語中一字多音的現象，形成教學困擾。
教育部國語推行委員會應各界要求，於1987年7月召集組成國語一字多音審音小組，以使國語讀音單純化、標準化，便利教學。

## 審訂方式
審訂人員依教育部所頒布之《常用國字標準字體表》、《次常用國字標準字體表》、《重編國語辭典》為收字依據，並依台灣商務印書館《國語辭典》、《國音字典》、教育部國語推行委員會《重編國語辭典》、台灣省國語推行委員會《國音標準彙編》、中國文化大學華岡出版部《中文大辭典》、國語日報社《國語日報辭典》、《國語日報破音字字典》、三民書局《大辭典》、藍燈文化事業公司《中文辭源》、益智書局《破音字集解》、新學友書局《新學友破音字典》、聯貫出版社《聯貫國語破音辭典》、台灣國民小學國語課本、國民中學國文科課本及華視出版社《每日一字》（僅於取音與他書有異時方標示之），選取多音字，共擇定4253字。另外並參考《现代汉语词典》、《普通話異讀詞三次審音總表初稿》（文字改革出版社  1963.10）、《多音多義字用法舉例》（齊學初 上海人民出版社 1973.11）、《多音字分讀研究》（王志成 文史哲 民75.1）此四家審音資料。
《審訂表》將正音、又音、語音、讀音、歧音異義等不必要分讀之多音併成一音。為求便利教學，將不必要的多音分讀，且無辨義作用者，併讀為一音；遇有一字多音並行於今而難取捨或因動名詞之分破讀、動詞內外向之分破讀、動作對象不同而破讀者者則透過問卷決定，問卷對象主要為語音學專家、中小學國語文教師及出身北京且有實際教學或研究成果的社會人士。至於審訂內容則以日常語彙為主，過於冷僻的字詞、古典詩詞格律、古人名、姓氏、地名的特殊讀法則暫不予審訂，亦不收錄。通假音則予以保留，並於表中加以註明。基於假借或「A為B之異體字」事由之破音亦予以保留。而原有文白異讀後統讀為白讀音者，係針對白話中書面語詞情況，朗讀文言時仍可套文讀。至於國語連讀時的變調、變音字則不列入審查。
審訂結果以表格呈現，依部首筆劃順序排列，以注音符號標音。表格分流水號、國字、審訂音、詞例、限讀說明、通假說明、備注等七項欄位。若歸併為單音字者，不舉詞例；仍為多音者，則依序編號標示，並舉詞例說明。

## 使用情形
《國語一字多音審訂表》正式頒布後，坊間各版國文課本亦依此修訂讀音，然而許多文言文選文特殊讀音仍無法確定，各版課本各行其是，尤以高中選文讀音爭議最多。國立編譯館在《國民小學及國民中學教科圖書審定辦法》中，明訂國字注音應以教育部公告之「國語一字多音審訂表」為依據，而高級中學國文科教科用書審定委員會卻表示「對古典詩詞格律及古音將不以《國語一字多音審訂表》為審查依據」。於國中基本學力測驗、高中學科能力測驗等升學考試，教學者與學生多所疑慮（事實上針對新舊標準上取音不同者不會列入出題範圍）。許多代表性字典、辭典並未隨之更改讀音（但亦有字辭典以附錄方式標記工具書取音與審定表差異，如《重編國語辭典修訂本》），反而使教學無所適從。部分審訂讀音與原有流通讀音相悖，亦不利推廣。許多國文教師則呼籲應重新進行審訂，教育部而後召開會議修正審訂表，初稿新增「仔」中「ㄗㄞˇ」音，但「骰」仍統讀為讀音「ㄊㄡˊ」。
全國語文競賽規定朗讀應以《國語一字多音審訂表》為準，然而實際評審時，並未完全依此評定優劣。字音字形比賽則規定需書寫國字標準字體及依循《一字多音審訂表》。
由於推行時間尚短，除升學考試之外，對社會流通使用影響甚微，電腦注音輸入法也多未依審訂表修正（新酷音輸入法可以舊審定表或新審定表讀音輸入，但僅限於phone.cin，tsi.src仍依審訂表頒布前舊音）。

## 爭議
《國語一字多音審訂表》審音小組審訂音讀時（1999年3月，88年3月公告），依循社會流通習慣，改從約定俗成的音讀，如「癌」字讀為「ㄞˊ」、口語「滑稽」讀為「ㄏㄨㄚˊ ㄐㄧ」。民國101年（2012年）初稿維持不變。
然而部份音讀卻不循此原則，如「誼」統一讀為「ㄧˋ」，「液」統一讀為「ㄧㄝˋ」。許多原本動詞、名詞分讀的音也改為一音，如「騎」統一念「ㄑㄧˊ」、「使」統一念「ㄕˇ」等，與臺灣社會習慣相異。部份音讀刻意維持某一音讀，也與臺灣社會習慣相悖，如「骰」音「ㄊㄡˊ」、「莘莘」音「ㄕㄣ ㄕㄣ」、「扛」桌子讀為「ㄍㄤ」等。另外「主角」的「角」仍定為「ㄐㄩㄝˊ」，也與臺灣社會大眾讀為「ㄐㄧㄠˇ」習慣不符。
原本發展出用以分辨語義的聲調，也混成一音，如臺旅「法」（ㄈㄚˋ；法國）、臺旅「法」（ㄈㄚˇ；法律），統一念「ㄈㄚˇ」，造成口頭交流的不便。
不少學校教師也十分反對該審定表，認為這樣造成很大困擾。電視新聞曾報導過相關爭議，報紙偶而也可看到相關投書。臺中市教師會、臺中市立忠明高中教師會等團體甚至推動聯署要求廢除《一字多音審訂表》。

## 審訂委員
- 專案主持人、總審訂：李鍌
- 審訂委員：李殿魁、林國樑、柯遜添、柯劍星、胡建雄、楊秀芳、蔡雅琳、張希文、張孝裕、張文彬、曾榮汾

## 註記
1. ↑  原讀音同「古 機」，如《史記‧滑稽列傳》。中華民國《國語一字多音審訂表》「滑」就有備注：「『滑稽』一詞口語音ㄏㄨㄚˊ，於文言音ㄍㄨˇ，如『滑稽列傳』、『突梯滑稽』。」
2. ↑  「腳色」、「主腳」等詞音ㄐㄧㄠˇ

### 引用
1. ↑  .   [2017-12-09]. （原始内容存档于2020-10-31）.

## 外部連結
- 教育部國語一字多音審訂網站 （页面存档备份，存于）
  - 國語一字多音審訂表 （页面存档备份，存于）（88年3月公告）
  - 國語一字多音審訂表初稿 （页面存档备份，存于）（101年12月12日公告）
  - 教育部國語一字多音審訂說帖 （页面存档备份，存于）
- 《重編國語辭典修訂本》與《國語一字多音審訂表》取音差異表